# Kitabi Dede Qorqud
Kitabi Dede Korkut (Kitabi Dədə Qorqud în limba azeră) sau Cartea bunicului Korkut, este o epopee a turcilor oguzi, scrisă în dialectul azer.

## Importanța eposului
Este considerată „epopeea istorică în care, într-o limbă a literaturii populare, este descrisă viața medievală a poporului azer - concepută, în sens [Arnold Joseph Toynbee|toynbeean]], ca manifestare pe toate planurile a unei confesiuni, universale sau naționale –, condiția socială și prima formațiune statală, ordinea politică, lupta pentru teritoriu”. Este legată prin rădăcini istorice de mediul cultural azer și reprezintă preamărirea literară a faptelor popoarelor turcice. 
Această creație literală cu caracter oral este o sinteză majoră a triburilor turcilor oguzi, povestirea unei lumi reale, transpusă într-un limbaj clar, frumos și poate sta, ca amploare și valoare, alături de ale epopei ale literaturii universale, ca Njala islandeză, Cântecul Nibelungilor, Cântec despre oastea lui Igor, Beowulf și epopeea Manas a turcilor kîrgîzi. 

## Localizarea evenimentelor
Prima frază din introducerea la Dede Korkut este oferită de un contemporan al profetului Mahomed: „Aproape de vremurile trimisului lui Allah, din seminția Bayat a apărut pe lume un bărbat, numit Korkud Ata. Era înțeleptul oğuzilor. Ce spunea se înfăptuia, avea puterea de a prezice”. În finalul fiecărei povestiri se arată cum Dede Korkut vine la divan și alcătuiește un Oğuzname („faptele oguzilor”), nararea faptelor eroilor.
În povestirile din Dede Korkut, denumirile de neam, trib, comunitate, de care ține fiecare dintre eroi, cât și numele pe care-l poartă eroii principali, se regăsesc în toponimia Azerbaidjanului, îndeosebi în partea de nord a acestei regiuni întinse, și anume pe teritoriul fostului ținut Aran-Albaniya.
În dastan, familia este consolidată; bărbatul are o singură soție. Onoarea familiei, a părinților, este strict apărată. La oguzi, unul din patru viteji avea o înfățișare frumoasă; el trebuia să umble cu chipul acoperit, să nu corupă tinerele fete și femei. Fetele umblau fără acoperământ, ascunzându-se numai de străini. Dar pe câmpul de luptă femeile nu rămâneau în urma bărbaților în ceea ce privește vitejia și curajul. La oguzi, dreptul mamei era egal cu dreptul divin.

## Perioada istorică
În izvoarele istorico-literare este prezentată călătoria lui Dede Korkut pentru a-l vizita pe profetul Mahomet, cum a trecut munții Caucaz împreună cu oastea musulmană și cum a căzut martir în lupta împotriva păgânilor din Daghestan și a fost înmormântat, împreună cu câțiva sfinți, într-o peșteră de lângă cimitirul Kırklar din Derbend. Evenimentele relatate au avut loc în secolul al VII-lea, la începutului convertirii la Islam. Bükdüz Emen, unul dintre eroii dastanului are chipul profetului, devine unul din apropiații lui, apoi vine în țara oguzilor, unde luptă cu sabia în mână în numele Islamului.

## Manuscrise
Manuscrisul epopeii Kitabi Dede Korkut, păstrat în Biblioteca din Dresda, în Germania, a fost dus din Azerbaidjan în Turcia și de acolo, în împrejurări necunoscute, a ajuns în biblioteca orașului Dresda. În prezent, în bibliotecile lumii se păstrează cinci exemplare în manuscris. Exemplarul primordial, format din douăsprezece povestiri - unica variantă completă - este cel aflat la Dresda. Al doilea exemplar, din biblioteca Vaticanului, este o variantă incompletă și cuprinde șase povestiri. Al treilea exemplar este cel găsit întâmplător la începutul secolului al XIX-lea de consulul Germaniei Friedrich von Diez într-un bazar din Istanbul. Se află în arhiva personală a lui Diez. Al patrulea exemplar este o copie făcută de Diez de pe manuscrisul din Dresda și păstrat în arhiva sa personală din Berlin. Al cincilea exemplar este tot o copie - realizată fie de academicianul V. V. Barthold, fie de Theodor Nöldeke și predată lui Barthold. 

## Epopeea și azerii
Dastanul (epopeea) Kitabi Dede Korkut este o înfățișare de ficțiune literară a istoriei populației azere, care și-au apărat Azerbaidjanul de incursiunile din exterior ale păgânilor. Azerbaidjanul a fost fondat în Evul Mediu pe teritoriul țării Aran-Albanya, în urma unor acțiuni de cucerire și consolidare a stăpânirii. Oguzii azeri au purtat războaie cu creștinii din țări vecine. Dar și cu turci care încă neconvertiți la Islam: hanii Kıpçak, Bükacık, Karaaslan, Karatekin (nume turcești).
Și în Kitabi Dede Korkut, în mod asemănător cu legendele și miturile fondatoare la alte popoare, începuturilor sunt legate de numele mai multor eroi, care i-a condus pe turcii oguzi în luptele pentru cucerirea unor teritorii. Principalul scop și idealul eroilor și-au găsit propria reflectare într-o epistolă trimisă oguzilor Beylegan și Salur Kazan, comandantul oastei, de către unul din eroii dastanului, Begil, la trecerea prin defileul Dokuz tümen din Gürgistan: „Neapărat, dar neapărat, Kazan bey să vină la mine. Dacă nu vine, țara se va destrăma, va pieri, fecioarele și nurorile mele au fost înrobite, să afle”. Cercetătorul Osman Fikri Sertkaya, de la Universitatea din Istanbul, a dat această explicație în legătură cu alegerea orașului Baku ca loc al organizării colocviului internațional al exegeților epopeii Kitabi dede Korkut: „Este un lucru îndreptățit! În primul rând, Korkut este capitala geografică literară a Azerbaidjanului. În al doilea rând, se cuvine ca originea capodoperei să fie cercetată în vatra care i-a dat naștere. Limba, sintaxa poemelor sunt vii în conștiința azerilor de astăzi”. 
Cea mai prețioasă informație transmisă de Kitabi-Dede Korkut este că aria geografică în care au loc evenimentele descrise în dastan, potrivit cunoștințelor medieviștilor, coincide cu hotarele nordice ale Azerbaidjanului. 

## Azerbaidjanul istoric
Renumitul istoric persan Abu Cafer Tabari (828-923), în binecunoscuta operă a sa, intitulată „Istorie”, scrie: „Îndată ce ieși din capătul limitrof la Zandjan și Abhar și, în final, la Derbend-Hazar, toate acestea se numesc Azerbaidjan”. 
Și istoricul secolului al XIII-lea, Yakut Hamavi (1179-1229), arată că la nord-vest, Azerbaidjanul se învecinează cu Trapezuntul (Trabzon). 
În Kitabi-Dede Korkut noțiunea de loc, de apariție geografică, corespunde teritoriului Aran-Albanya din Evul Mediu, din Azerbaidjanul de nord. Țara, denumită în termeni generici Kalın Oğuz, este alcătuită din İç Oğuz, adică Orașul Principal, centrul (localitățile Beylegan și Ciola, care sunt consemnate în perioda veche, apar în zilele noastre sub aceeași denumire) și Dış Oğuz, adică Câmpii-Dealuri, formată prin unirea teritoriilor de la graniță.

## Structura statului oguz potrivit epopeii
În fruntea lui Kalın Oğuz [Kalîn Ouz] stă Bayındır [Bayîndîr] Han, padișahul. Vizirul său este Kazılık Koca [Kazîlîk Kogea], tatăl lui Yiğenek [Yienek], unul dintre personajele principale. În fruntea lui İç Oğuz [Ici Ouz] este Salur Kazan, conducătorul oștirii. Dıș Oğuz [Dîș Ouz] este condus de Uruz Koca (Uruz Kogea), unchiul lui Salur Kazan. El îi este supus lui Salur Kazan. Dede Korkut este liderul spiritual al tuturor oguzilor, care rezolvă toate problemele, atât ale celor mari, cât și ale celor mici. În dastan este prezentat sistemul statalității, de apărare a hotarelor, iar personajele epopeii sunt rude apropiate, de sânge. Kitabi Dede Korkut prezintă astfel o sinteză a conceptului rudenie-trib. La oguzi, lipsa neam-rudenie, dar mai ales a copiilor, era considerată nenorocire. 
Beyleqan este capitala țării. Acolo trăiesc și conduc eroii din Dede Korkut, mai ales reședința de iarnă a lor. Vara, ei se mută în podișuri. Reședința de iarnă a lui Salur Kazan, conducătorul oștirii, era situată la nord de lacul Göyçe, lângă podișul Altındağ [Altîn da „muntele sau dealul de aur”] și uneori așezarea Akçakale-Sürmeli. 
Altındağ este prezentat ca un loc de refugiu foarte important, în timp ce poetul azer Kazım Ağa Salık, în opera sa Şahlı yaylaqlarının babında („Povestirile de stepă ale șahului”), relevă importanța cetății Koroğlu și a podișului Altındağ, aflate în vecinătatea altor podișuri: Hamzaçemen, Ulaşın, Karaca, Halhalı, Maymağ etc. 
Teritoriile limitrofe corespund celor care actualmente aparțin Gruziei și Turciei. De altfel, granițele sud-estice ale oguzilor denotă că erau legați aproape în orice direcție cu lumea turcică.  

## Sistemul de apărare
În Kitabi Dede Korkut sistemul de apărare a granițelor, a suveranității, este bine consolidat. Țara este împărțită în 24 de sangeacuri, fiecare cu câte o forță militară de patruzeci de mii de oameni. În caz de pericol major, Bayındır Han declara mobilizarea generală. Oastea era împărțită în regimente speciale, bine organizate și pregătite să aplice tactici de luptă eficiente. Armele de război erau arcul cu săgeți, hangerul, lancea, sulița, sabia, scutul și praștia. 

## Educarea tinerilor
În dastan se acordă o importanță deosebită educației în spiritul devotamentului față de patrie, al respectului față de părinți și bătrâni. Tinerii de șaisprezece ani, dacă nu dovedesc că au făcut un act de vitejie, de eroism, nu primesc un nume. Numele le este daat după dovada eroismului în confruntările sângeroase cu dușmanul. Respectul față de convingerile oamenilor, umanismul, reprezintă o caracteristică generală a eroilor oguzi. Astfel, Kazan, în timpul luptelor „pe fugar nu l-a urmărit, pe cel care a zis aman („îndurare, milă”) nu l-a omorât”. A-i ajuta flămânzii și nevoiașii, a scăpa datornicul de datorie, a da de pomană cerșetorilor, dervișilor, era un principiu general respectat de oguzi.